# Ocell sastre cendrós
L'ocell sastre cendrós (Orthotomus ruficeps) és una espècie d'ocell passeriforme que pertany a la família Cisticolidae pròpia del sud-est asiàtic.

## Distribució i hàbitat
S'estén des del mar d'Andaman i la península malaia fins a Sumatra, Borneo i Java; distribuït per Myanmart, Brunéi, Indonèsia, Malàisia, Singapur i Tailàndia.
L'hàbitat natural són els boscos humits tropicals de terres baixes i els boscos de manglars tropicals.
Referències